# Сірків Володимир Богданович
Володи́мир Богда́нович Сірків — молодший сержант Збройних сил України.
У складі 80-ї бригади брав участь у боях за Луганський аеропорт. У складі розвідувального дозору здійснив прорив у напрямку Миколаївка — Слов'янськ. У складі БТГр 80 ОАМБр брав участь у визволенні Слов'янська. На околицях міста у складі екіпажу БТР-80 натрапив на протитанкову міну й зазнав поранень і травм.

## Нагороди
8 серпня 2014 року — за особисту мужність і героїзм, виявлені у захисті державного суверенітету та територіальної цілісності України, вірність військовій присязі під час російсько-української війни, відзначений — нагороджений орденом «За мужність» III ступеня.